# 居延 (民族)
居延，又寫為呼衍、紆衍，古代民族，原隸屬於匈奴。在漢匈戰爭中，受到漢朝攻擊，一部份居延人轉而歸附漢朝。

## 歷史
居延記載最早可追溯至《史記》。據顏師古說法，居延原為隸屬於匈奴的民族，其居住地因此也被稱為居延。居延人原居住在弱水上游，歸附漢朝的居延人，遷居到張掖郡居延縣。

## 現代研究
中華人民共和國學者余太山認為，居延為月氏的分支族群。
中華人民共和國學者袁珂、王宗維等人認為，西戎中的朐衍，即為居延的異名。